# IF Tunabro
IF Tunabro ist ein 1960 gegründeter schwedischer Fußballverein aus Borlänge. Die Herrenmannschaft spielt aktuell in der sechstklassigen Division 4. Bekannt war der Verein vor allem für seine Eishockeyabteilung, die mehrere Jahre in der höchsten schwedischen Spielklasse vertreten war. 

## Geschichte
IF Tunabro wurde 1960 als Fußballverein gegründet. Die Eishockeyabteilung entstand ein Jahr später. Von 1971 bis 1974 trat die Eishockeymannschaft in der damals noch erstklassigen Division 1 an. Von 1975 bis 1977 spielte IF Tunabro in der inzwischen zweitklassigen Division 1. Aufgrund der großen Konkurrenzsituation im Eishockey in Borlänge – die anderen beiden höherklassig spielenden Vereine waren Kvarnsvedens GoIF und IK Rommehed – gab es früh Pläne diese zu fusionieren. Im Anschluss an die Saison 1976/77 schlossen sich die Eishockeyabteilung von IF Tunabro und der Kvarnsvedens GoIF zum Borlänge HC zusammen. Vier Jahre später folgte auch der IK Rommehed. Die gemeinsame Mannschaft spielt mittlerweile als Borlänge HF in der drittklassigen Division 1. 
Der IF Tunabro ist Mitglied im Dalarnas Fotbollförbund. Die Mannschaft nahm bislang vier Mal am Schwedischen Fußballpokal der Männer teil.

## Bekannte Eishockeyspieler
- Roland Eriksson
- Göran Högosta
- Anders Kallur